# Кристал-Лейк-Парк (Міссурі)
Кристал-Лейк-Парк (англ. Crystal Lake Park) — місто (англ. city) в США, в окрузі Сент-Луїс штату Міссурі. Населення — 508 осіб (2020).

## Географія
Кристал-Лейк-Парк розташований за координатами 38°37′16″ пн. ш. 90°25′55″ зх. д. / 38.62111° пн. ш. 90.43194° зх. д. (38.621225, -90.431913).  За даними Бюро перепису населення США в 2010 році місто мало площу 0,27 км², уся площа — суходіл.

## Демографія
Згідно з переписом 2010 року, у місті мешкало 470 осіб у 202 домогосподарствах у складі 136 родин. Густота населення становила 1727 осіб/км².  Було 222 помешкання (816/км²).
Расовий склад населення:
| - 91,5 % — білих - 4,7 % — азіатів - 2,8 % — чорних або афроамериканців |

До двох чи більше рас належало 0,9 %. Частка іспаномовних становила 1,5 % від усіх жителів.
За віковим діапазоном населення розподілялося таким чином: 25,3 % — особи молодші 18 років, 53,6 % — особи у віці 18—64 років, 21,1 % — особи у віці 65 років та старші. Медіана віку мешканця становила 47,9 року. На 100 осіб жіночої статі у місті припадало 81,5 чоловіків;  на 100 жінок у віці від 18 років та старших — 78,2 чоловіків також старших 18 років.
Середній дохід на одне домашнє господарство  становив 137 190 доларів США (медіана — 113 000), а середній дохід на одну сім'ю — 158 676 доларів (медіана — 144 750). За межею бідності перебувало 4,7 % осіб, у тому числі 0,0 % дітей у віці до 18 років та 1,8 % осіб у віці 65 років та старших.
Цивільне працевлаштоване населення становило 226 осіб. Основні галузі зайнятості: науковці, спеціалісти, менеджери — 30,5 %, освіта, охорона здоров'я та соціальна допомога — 28,8 %, фінанси, страхування та нерухомість — 12,4 %, роздрібна торгівля — 8,8 %.